# 吳德榮 (氣象學家)
吳德榮（1953年1月4日—）是一位台灣氣象學家，曾任交通部中央氣象局氣象預報中心主任，曾經於三立新聞台「三立準氣象」播報氣象及任教於國立中央大學，並曾經任教於國立臺灣大學及中國文化大學。

## 經歷
吳德榮曾就讀國立中央大學大氣物理系（現為大氣科學系）。1979年退伍後進入中央氣象局氣象預報中心任職，同時在國立臺灣大學大氣研究所進修並獲得碩士學位。因為其天氣預報準確性高，被稱為「氣象王子」。但2009年8月莫拉克颱風造成台灣慘重災情後，交通部中央氣象局被批評預報失準，更因為監察院監察委員的調查，讓吳德榮決定提前自中央氣象局退休並留下「台灣理盲又濫情」的批評。2009年10月盧碧颱風的預測結束後，吳德榮於同年10月30日正式退休。氣象局預報中心主任遺缺則由科技中心主任鄭明典接任。
吳德榮自中央氣象局退休後，擔任國立中央大學、中國文化大學大氣科學系兼任副教授、國立臺灣大學大氣科學系實務教師，開設氣象預報課程，並兼任國家實驗研究院台灣颱風洪水研究中心顧問。
2012年1月1日，擔任中華電視公司氣象主播。2015年3月，吳德榮不再播報華視氣象，改在華視網站開闢專欄「老大洩天機」分析氣候議題，但會在逢特殊天氣及陸上颱風警報發布時仍會在華視各節新聞播報氣象，2016年向華視請辭。其後在「財團法人氣象應用推廣基金會」網站開闢專欄「洩天機教室」分析氣候議題及當週天氣。
2017年7月底起，加入三立新聞台「三立準氣象」團隊，並於2024年10月8日退休。

## 獲獎及榮譽
| 年份   | 獲提名                       | 獎項                   | 結果 |
| ------ | ---------------------------- | ---------------------- | ---- |
| 2009年 | 吳德榮（氣象局預報中心主任） | 交通部二等交通專業獎章 | 獲獎 |

## 個人生活
吳德榮已婚，育有一子。個人興趣是籃球運動。

## 外部連結
- 吳德榮Facebook （页面存档备份，存于）